# Ferenc Mészáros (voetballer, 1919)
Ferenc Mészáros (Mužla, 5 mei 1919 – 21 september 1977) was een Hongaars-Roemeens voetballer die bij voorkeur als verdediger speelde.

## Carrière
Mészáros werd geboren in Mužla. Hij begon te voetballen bij Dorogi FC in Hongarije. Hij speelde één wedstrijd voor zijn nationale ploeg Hongarije en drie wedstrijden voor Roemenië. Mészáros maakte zijn debuut op 7 november 1943 en moest spelen tegen Zweden. Mészáros' elftal verloor met 2-7. Hij beëindigde zijn voetbalcarrière in 1952.
Mészáros overleed op 21 september 1977.